# WeTab
WeTab – oparty na systemie operacyjnym MeeGo tablet niemieckiej firmy WeTab GmbH powstałej jako joint venture 4tiitoo AG i Neofonie GmbH. Pierwsze informacje o tablecie pojawiły się w marcu 2010 roku jako o androidowym pogromcy iPada. W Kwietniu 2010 roku został zapowiedziany WePad, który trafił do sprzedaży we wrześniu 2010 roku pod nazwą WeTab. Tablet wytwarzany jest przez tajwańską firmę Pegatron.
Producent zapowiedział wydanie wersji tabletu z systemem operacyjnym Tizen, natomiast społeczność użytkowników WeTaba donosi o możliwości uruchomienia na tym sprzęcie systemów operacyjnych Windows 8 i Android.